# Футурология

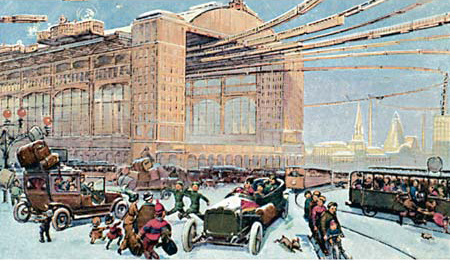
Москва в XXIII веке (1914), неизвестного художника по заказу московской кондитерской фабрики «Эйнем».

Футуроло́гия (от лат.  futurum — будущее и греч. λόγος — учение) — прогнозирование будущего, в том числе путём экстраполяции существующих технологических, экономических или социальных тенденций или предсказания будущих тенденций. Методы изучения тесно роднят футурологию с прогнозированием, а интерес к будущему — с научной фантастикой.

## История

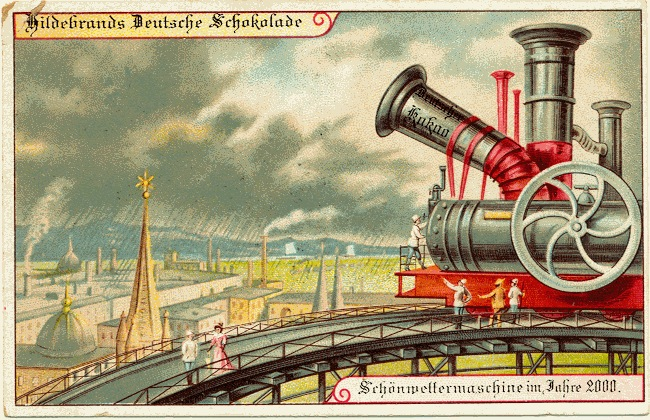
«Тучеразгонитель» на паровой тяге на карточке 1900 года из цикла «Германия в XXI веке»

Прогнозировать будущее пытались многие философы, пророки и религиозные мыслители с древних времён: Платон, Аристотель, ветхозаветные библейские пророки, например, Исайя, новозаветные святые, например, Иоанн Богослов, средневековые мистики, например, Нострадамус и пр.
Первые попытки научных прогнозов относятся к концу XIX века: «Германия в 2000 году» (1891) Георга Эрманна, «Будущая война и её экономические последствия» (1897) Ивана Станиславовича Блиоха, «Набросок политической и экономической организации будущего общества» (1899) Густава де Молинари, «Предвосхищения» (1901) Герберта Уэллса. В 1920—1930-е годы имела влияние книга Джона Холдейна «Дедал, или Наука и будущее» (1924).
Термин «футурология» предложил социолог Осип Флехтхайм в 1943 году в письме к Олдосу Хаксли, который с энтузиазмом его принял и ввёл в оборот.
В 1957 году философ и министр образования Франции Г. Берже основал Международный центр будущего и начал издавать специализированный футурологический журнал Prospective. В 1965 году Американская академия искусств и наук создала «Комиссию по 2000 году» («Commission on the Year 2000»). В 1966 году американский футуролог Э. Корниш основал образовательную и исследовательскую организацию World Future Society. В 1973 году в Париже была создана Всемирная федерация футурологии (World Futures Studies Federation, WFSF), первым президентом которой стал Б. де Жувенель.
В СССР было принято разделять «буржуазную» футурологию и «научную» (марксистскую) прогностику.

## Методы футурологии
Основные методы, используемые в футурологии, можно разделить на четыре группы:
- Направленные на выявление общего мнения опросы экспертов с помощью метода Дельфи или анкетирования.
- Статистические методы, такие как экстраполяция, вероятностный анализ, регрессионный и корреляционный анализ.
- Поиск аналогий будущего с существующими системами и составление сценариев будущего.
- Ролевые игры, симуляции, переговоры и другие методы групповой работы по планированию и прогнозированию будущего.

Экстраполяция — лишь один из многих методов и техник, используемых при изучении будущего (таких как сценарии, метод Дельфи, мозговой штурм, морфология и другие). Футурология также включает рассматривание таких вопросов, как нормативные или желаемые варианты будущего.
Футуролог использует вдохновение и исследование в различных пропорциях. Этот термин исключает тех, кто предсказывает будущее сверхъестественными способами, а также тех, кто предсказывает недалёкое будущее или легко предсказуемые варианты развития событий (например, экономисты, которые предсказывают изменения процентных ставок в течение следующего делового цикла, футурологами не являются, в отличие от тех, кто предсказывает относительное богатство наций через поколение).
Некоторые авторы были признаны футурологами. Они исследовали тенденции (особенно технологические) и писали книги о своих наблюдениях, заключениях и предсказаниях. Вначале они следовали следующему порядку: публиковали свои заключения, а затем принимались за исследования для новой книги. В последнее время они основали консультационные группы или стали зарабатывать публичными выступлениями. Элвин Тоффлер, Джон Нейсбитт и его бывшая супруга Патриция Эбурдин — три ярких примера этого класса. Многие гуру бизнеса также подают себя в качестве футурологов.
Некоторые попытки были сделаны в области космологической футурологии относительно предсказания далёкого будущего всей Вселенной, обычно предрекая её тепловую смерть или «большое сжатие».
Футурологи имеют очень неоднозначную репутацию и историю успехов. По очевидным причинам они часто экстраполируют современные технологические и общественные тенденции и полагают, что они будут развиваться теми же темпами в будущем, однако технический прогресс в реальности имеет свои собственные пути и темпы развития. Например, футурологи 1960-х верили, что космический туризм станет повсеместно распространённым явлением, но не предсказали возможности компьютеров. С другой стороны, многие прогнозы были точными.
Прогнозируемые варианты будущего (по состоянию на 2003 год) включают как экологическую катастрофу, так и утопическое будущее, в котором беднейшие люди живут в условиях, которые сегодня можно считать богатыми и комфортными, так и трансформацию человечества в постчеловеческую форму жизни, а также уничтожение всей жизни на Земле в нанотехнологической катастрофе.

## Известные футурологи
См. Категория:Футурологи
- Станислав Лем — Сумма технологии, Молох, Фантастика и футурология
- Жак Фреско — проект Венера
- Эрик Дрекслер — нанотехнологии
- Артур Кларк
- Митио Каку
- Элвин Тоффлер